# 지룽강
지룽강(중국어: 基隆河, 병음: Jīlúng Hé 지룽허[*])은 중화민국의 북쪽을 흐르는 강이다. 타이베이현의 징퉁진 서북쪽의 산에서 발원해 계곡을 거쳐 동북쪽으로 방향을 바꿔 산댜오링으로 흐른다. 그 후 주펀과 지룽시 사이에서 북쪽으로 흐르다 타이베이를 향해 서남쪽으로 흐르고 단수이강과 합류해 바다로 흘러든다.
2015년 2월 4일, 지룽강 수역에서 비행기가 추락하는 사고가 발생하였다.

## 같이 보기
- 대만의 지리
- 스펀 폭포